# Unione Sportiva Avellino 2008-2009
Questa pagina raccoglie i dati riguardanti l'Unione Sportiva Avellino nelle competizioni ufficiali della stagione 2008-2009.

## Stagione
Ripescato per via della mancata ammissione del Messina, non iscritta per mancanza di fondi necessari a completare l'iscrizione, l'Avellino partecipa così alla stagione 2008-2009 di Serie B. Con la temporanea penalizzazione di 3 punti, che sono scesi a 2 punti a metà campionato, dopo vari ricorsi, la squadra dell'esordiente Giuseppe Incocciati si è portata a -1 in classifica realizzando solo 2 punti nelle prime sette partite. La serie di risultati negativi porta all'esonero di Incocciati dopo otto giornate, lupi ultimi con 0 punti, sostituito da Salvatore Campilongo. Quest'ultimo, grazie anche ai gol firmati da Ferdinando Sforzini, arrivato come rinforzo a gennaio dal Grosseto, riesce a ridare gioco e punti alla squadra che però, anche a causa degli importanti e lunghi infortuni subiti (Babú, De Zerbi e lo stesso Sforzini), non può evitare la retrocessione in Lega Pro Prima Divisione con una giornata d'anticipo, venendo sconfitto sul campo del Modena (2-1). Terminata la stagione, il 2 giugno 2009 arriva il comunicato ufficiale sul sito internet della società, nel quale l'amministratore unico Massimo Pugliese conferma la volontà di vendere il club a titolo gratuito. Decisione questa, presa subito dopo aver appurato dalla Società l'esistenza di dodici milioni di euro di debiti, si arriva così al fallimento, e a dover ripartire dal campionato dilettanti.

## Organigramma societario
Area direttiva
- Amministratore unico e Presidente: Massimo Pugliese
- Amministrazione e finanza: Aniello Carrino

Area organizzativa
- Segretario generale:
- Team manager: Giovanni Di Cristofaro
- Segretario settore giovanile: Tommaso Aloisi
- Strutture sportive: Marciano D'Avino
- Magazziniere: Vergenino Del Gaudio
- Autista: Amerigo Gengaro

Area comunicazione
- Responsabile: Attilio Lieto

Area marketing
- Responsabile biglietteria: Giuseppe Musto

Area tecnica
- Allenatore: Giuseppe Incocciati, poi Salvatore Campilongo
- Allenatore Primavera: Pasquale Esposito
- Consulente area tecnica: Vincenzo Giuffré
- Preparatori atletici: Fausto Russo, Pietro La Porta
- Preparatore dei portieri: Franco Cotugno

Area sanitaria
- Responsabile: Francesco Cerullo
- Massaggiatori: Alessandro Grassi, Giuseppe Calò

## Risultati

### Serie B

#### Girone di andata
| Arbitro: | Mazzoleni (Bergamo) |

|              |           |                             |
| Szatmari 54’ | Marcatori | 45’ (rig.), 59’, 62’ Tavano |

| Arbitro: | Peruzzo (Schio) |

|                                           |           |                     |
| Della Rocca 5’ Minelli 25’ Allegretti 54’ | Marcatori | 39’ (rig.) De Zerbi |

| Avellino 13 settembre 2008, ore 16:00 3ª giornata | Avellino           | 0 – 0 | Cittadella | Stadio Partenio\| Arbitro: \| Baracani (Firenze) \| |
| Arbitro:                                          | Baracani (Firenze) |       |            |                                                     |

| Arbitro: | Calvarese (Teramo) |

|                                 |           |            |
| Ruopolo 11’ (rig.) Carobbio 74’ | Marcatori | 30’ Doudou |

| Arbitro: | Scoditti (Bologna) |

|                                  |           |                         |
| Di Cecco 46’ Mesbah 90+1’ (rig.) | Marcatori | 37’ Sforzini 71’ Valeri |

| Arbitro: | Damato (Barletta) |

|                                     |           |  |
| Volta 21’ Bjelanovic 32’ Capone 39’ | Marcatori |  |

| Arbitro: | Cavarretta (Trapani) |

|  |           |                        |
|  | Marcatori | 12’ Guberti 59’ Nastos |

| Arbitro: | Rocchi (Firenze) |

|                 |           |          |
| Locatelli 90+1’ | Marcatori | 60’ Pepe |

| Arbitro: | Bergonzi (Genova) |

|                           |           |                |
| Pellicori 11’ Ciotola 68’ | Marcatori | 31’ C. Colombo |

| Avellino 25 ottobre 2008, ore 16:00 10ª giornata | Avellino            | 0 – 0 | Frosinone | Stadio Partenio\| Arbitro: \| Giannoccaro (Lecce) \| |
| Arbitro:                                         | Giannoccaro (Lecce) |       |           |                                                      |

| Arbitro: | Romeo (Verona) |

|              |           |                |
| G. Greco 54’ | Marcatori | 45+3’ Pecorari |

| Avellino 1º novembre 2008, ore 15:00 12ª giornata | Avellino                    | 0 – 0 | Sassuolo | Stadio Partenio\| Arbitro: \| Girardi (San Donà di Piave) \| |
| Arbitro:                                          | Girardi (San Donà di Piave) |       |          |                                                              |

| Arbitro: | Scoditti (Bologna) |

|  |           |               |
|  | Marcatori | 82’ Pellicori |

| Arbitro: | Dondarini (Finale Emilia) |

|           |           |                  |
| Vasko 78’ | Marcatori | 1’ A. Caracciolo |

| Arbitro: | Pinzani (Empoli) |

|                  |           |                             |
| M. Anaclerio 36’ | Marcatori | 15’ Vasko 60’ (aut.) Abbate |

| Arbitro: | Candussio (Cervignano del Friuli) |

|  |           |                           |
|  | Marcatori | 62’ Docente 66’ Ricchiuti |

| Arbitro: | Peruzzo (Schio) |

|           |           |  |
| Troest 8’ | Marcatori |  |

| Arbitro: | Farina (Novi Ligure) |

|           |           |            |
| Koman 22’ | Marcatori | 21’ Soligo |

| Arbitro: | Baracani (Firenze) |

|                       |           |          |
| Musetti 2’ Guigou 72’ | Marcatori | 52’ Pepe |

| Arbitro: | Romeo (Verona) |

|                                         |           |                                      |
| Koman 6’ De Zerbi 17’, 43’ Sforzini 69’ | Marcatori | 31’ Catellani 51’ Biabiany 65’ Longo |

| Arbitro: | Gervasoni (Mantova) |

|          |           |              |
| Lodi 27’ | Marcatori | 24’ Sforzini |

#### Girone di ritorno
| Livorno 24 gennaio 2009, ore 16:00 22ª giornata | Livorno         | 0 – 0 | Avellino | Stadio Armando Picchi\| Arbitro: \| Brighi (Cesena) \| |
| Arbitro:                                        | Brighi (Cesena) |       |          |                                                        |

| Arbitro: | Baracani (Firenze) |

|              |           |                             |
| Pecorari 81’ | Marcatori | 7’ Tabbiani 18’ Princivalli |

| Arbitro: | Giannoccaro (Lecce) |

|                               |           |  |
| Meggiorini 33’, 53’, 69’, 73’ | Marcatori |  |

| Avellino 14 febbraio 2009, ore 16:00 25ª giornata | Avellino             | 0 – 0 | AlbinoLeffe | Stadio Partenio\| Arbitro: \| Cavarretta (Trapani) \| |
| Arbitro:                                          | Cavarretta (Trapani) |       |             |                                                       |

| Arbitro: | Tozzi (Lido di Ostia) |

|                                        |           |                   |
| Sansovini 28’ Pichlmann 31’ Freddi 35’ | Marcatori | 75’, 86’ Sforzini |

| Arbitro: | Celi (Campobasso) |

|          |           |  |
| Pepe 50’ | Marcatori |  |

| Arbitro: | Scoditti (Bologna) |

|                            |           |              |
| Sommese 10’ Belingheri 42’ | Marcatori | 79’ Sforzini |

| Arbitro: | Cavarretta (Trapani) |

|              |           |               |
| Sforzini 14’ | Marcatori | 31’ Locatelli |

| Arbitro: | Brighi (Cesena) |

|                                     |           |  |
| P. Barreto 2’ (rig.), 9’ Caputo 85’ | Marcatori |  |

| Arbitro: | Gava (Conegliano) |

|               |           |  |
| Eder 33’, 68’ | Marcatori |  |

| Arbitro: | Peruzzo (Schio) |

|                 |           |  |
| Cuitola 7’, 60’ | Marcatori |  |

| Arbitro: | Ciampi (Roma) |

|             |           |             |
| Noselli 12’ | Marcatori | 37’ Ciotola |

| Arbitro: | Baracani (Firenze) |

|                                |           |  |
| De Zerbi 11’, 15’ Sforzini 53’ | Marcatori |  |

| Arbitro: | Candussio (Cervignano del Friuli) |

|                                                       |           |  |
| Gorzegno 78’ R. Taddei 81’ A. Caracciolo 90+2’ (rig.) | Marcatori |  |

| Arbitro: | Scoditti (Bologna) |

|            |           |                |
| Mesbah 43’ | Marcatori | 47’ Nainggolan |

| Arbitro: | Dondarini (Finale Emilia) |

|                         |           |                                        |
| Frara 32’ Ricchiuti 39’ | Marcatori | 9’ Visconti 63’ Pecorari 84’ Venitucci |

| Arbitro: | Rizzoli (Bologna) |

|                                     |           |                                      |
| Aubameyang 57’ Babù 81’ Ciotola 84’ | Marcatori | 51’ Troest 59’ Reginaldo 74’ Morrone |

| Arbitro: | Tagliavento (Terni) |

|           |           |  |
| Ganci 43’ | Marcatori |  |

| Arbitro: | Tozzi (Lido di Ostia) |

|                  |           |  |
| Koman 54’ (rig.) | Marcatori |  |

| Arbitro: | Valeri (Roma) |

|                       |           |           |
| Bruno 31’ Troiano 87’ | Marcatori | 80’ Koman |

| Arbitro: | Romeo (Verona) |

|  |           |             |
|  | Marcatori | 75’ Saudati |

### Coppa Italia
| Arbitro: | Damato (Barletta) |

|  |           |             |
|  | Marcatori | 60’ Stefani |